# Kayser’s Hof
Koordinaten: 54° 47′ 32,1″ N, 9° 25′ 59,8″ O

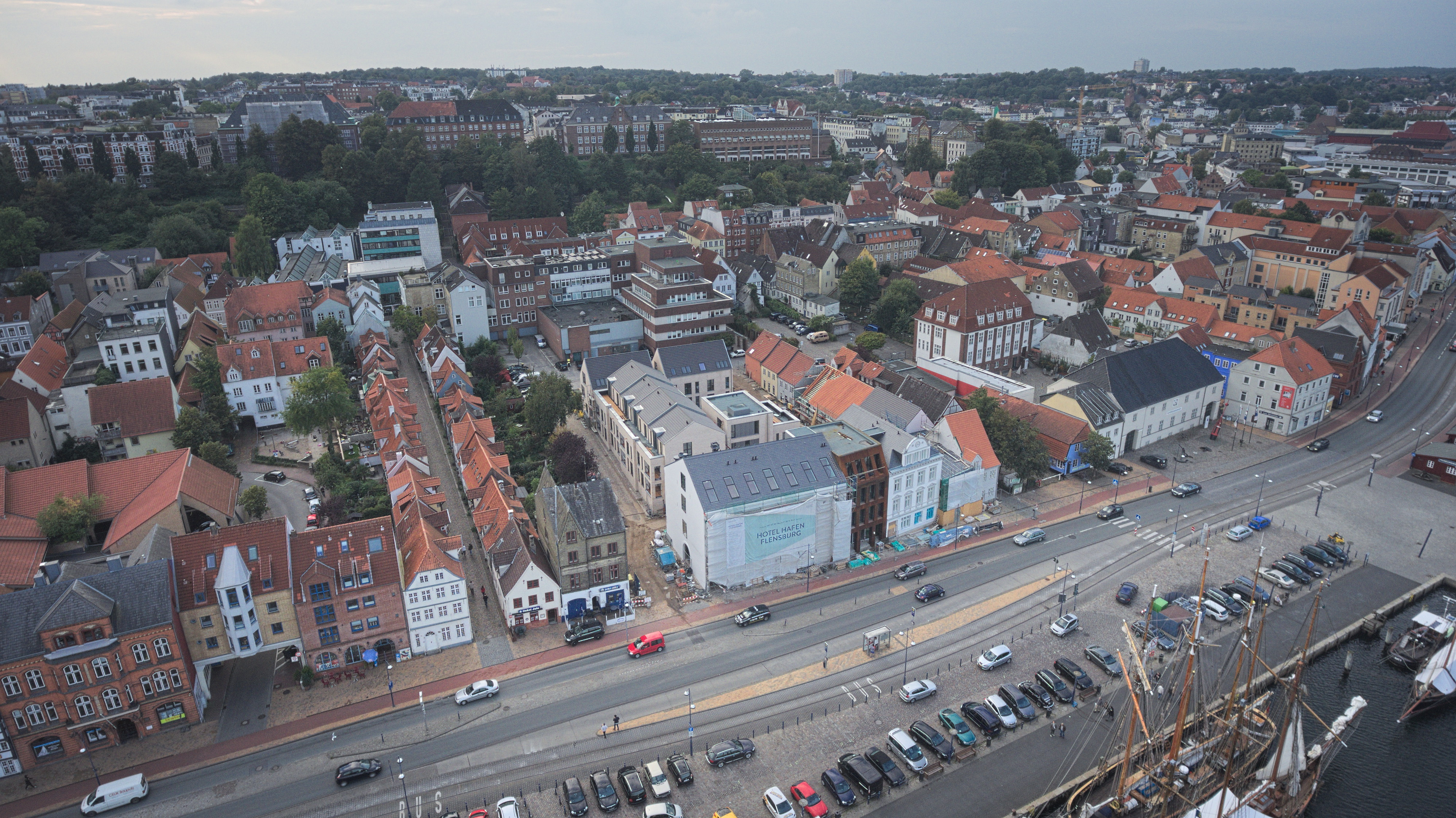
Blick vom Flensburger Hafen auf den Umbau des Kaysers Hof zum Hotel Hafen Flensburg

Der Kayser’s Hof (auch: Kaysers Hof) ist ein als Kulturdenkmal der Flensburger Innenstadt eingetragenes Hotelgebäude aus der Mitte des 19. Jahrhunderts.
Der Name verweist auf die ursprüngliche Besitzerfamilie Kayser. Ende des 20. Jahrhunderts war das Haus mit der Adresse Schiffbrücke 32 als Eroscenter eine Attraktion im historischen Rotlichtviertel Flensburgs zwischen Oluf-Samson-Gang und Herrenstall. Nach umfangreichen Umbaumaßnahmen eröffnete dort am 1. Dezember 2016 das Hotel Hafen Flensburg.

## Geschichte

### Hotel „Kaysers Hof“
Das spätklassizistische Haus wurde um 1850, vermutlich 1852/53, errichtet. Die Familie Kayser eröffnete darin am 1. Mai 1853 einen Hotelbetrieb. In dieser Zeit soll Friedrich VII. zusammen mit seiner dritten Frau Louise Gräfin Danner dort Zimmer bezogen haben. Friedrich VII. besuchte Flensburg mehrfach und nächtigte an verschiedenen Orten der Stadt, so auch im Gasthaus Borgerforeningen. Der Gastwirt Marcus Hinrich Kayser, der das Hotel knapp vier Jahre betrieb, verkaufte das Gebäude anschließend an den „königlichen Militäretat“. Ab 1857 war der Kaysers Hof Sitz des zweiten dänischen Generalkommandos. Nach dem Deutsch-Dänischen Krieg von 1864 diente das Gebäude zunächst, ähnlich wie der Regierungshof am Holm, als Militärlazarett. Wilhelm II., der am 21. November 1910 die Marineschule Mürwik einweihte, nächtigte nicht im Gebäude. Was sich im Gebäude damals befand, ist unklar.

### Eroscenter
Ab 1981 befand sich im ehemaligen Hotel ein Bordell, das bis 1983 zum Eroscenter mit angebautem „Kontakthof“ ausgebaut wurde. In den 1990er-Jahren, als das Gebäude langsam zerfiel, stellte das Eroscenter seinen Betrieb ein und die Diskothek Sunny (später bis zur Schließung als Speicher bezeichnet) eröffnete anschließend. Der Denkmalpfleger Lutz Wilde beurteilte das Gebäude im Jahr 2001 mit dem Wortlaut: „heute durch Umbauten entstellt“.

## Hotel „Hafen Flensburg“
Auf Wunsch des  Flensburger Rathauses begannen Vorbereitungen zum Aufbau eines 4-Sterne-Hotels im alten Rotlichtviertel. Als erstes betraf es den Abriss der Diskothek Speicher im Hinterhof, die ein positives Image hatte. Während des Neuaufbaus beschlossen die Bauherren, dass das marode Gebäude zu einem großen Teil neu gebaut werden müsse. Im Vorderbereich, wo das eigentliche, frühere Kaysers Hof und das ehemalige Eroscenter stand, sah das Bauverfahren eine komplette Entkernung, gehalten von einem 50-Tonnen-Stahlkorsett, und eine Tiefgründung vor. Im Anschluss erfolgte der Umbau zu Hotelzimmern; daneben entstanden Gebäude für die Verwaltung sowie Aufenthaltsräume.
Anfang 2016 entschieden sich die zukünftigen Betreiber nach einem Namenswettbewerb, dass das neue Hotel unter dem Namen „Hotel Hafen Flensburg“ eröffnen solle. Eine Flensburger Investorengruppe, bestehend aus dem Bauunternehmer Hermann Höft, dem Kaufmann Norbert Erichsen  von der FFG und dem Baustoffhändler Boy Meesenburg, feierte fünf Monate nach Grundsteinlegung mit einem Richtfest am 14. April 2016 den Wiederaufbau eines „modernen Hotels mit historischem Kern“, dessen Eröffnung am 1. Dezember 2016 stattfand. Das Hotel stellt 69 Zimmer für Gäste zur Verfügung, die von 28 Hotelangestellten betreut werden. Das neue Hotelrestaurant, welches zuerst den historischen Namen Kaysers Hof tragen sollte, erhielt den Namen „Columbus Genusswirtschaft“, wie schon zuvor eine Gastwirtschaft im Herrenstall, dessen Gebäude im Rahmen des Umbaus abgerissen und durch ein modernes Gebäude ersetzt worden war.

## Weblinks

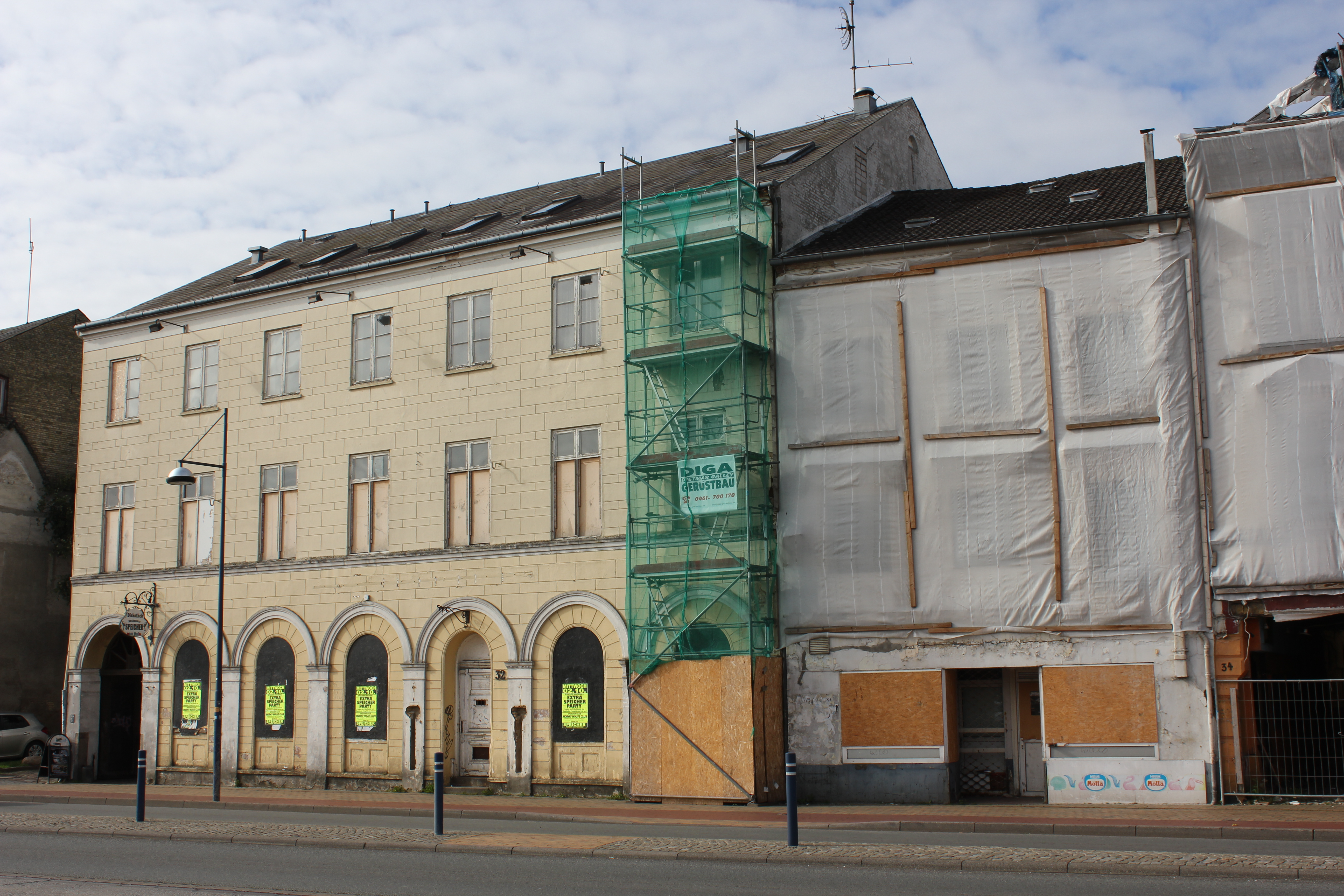
Der Kaysers Hof, wie er schrittweise zerfiel (2013)
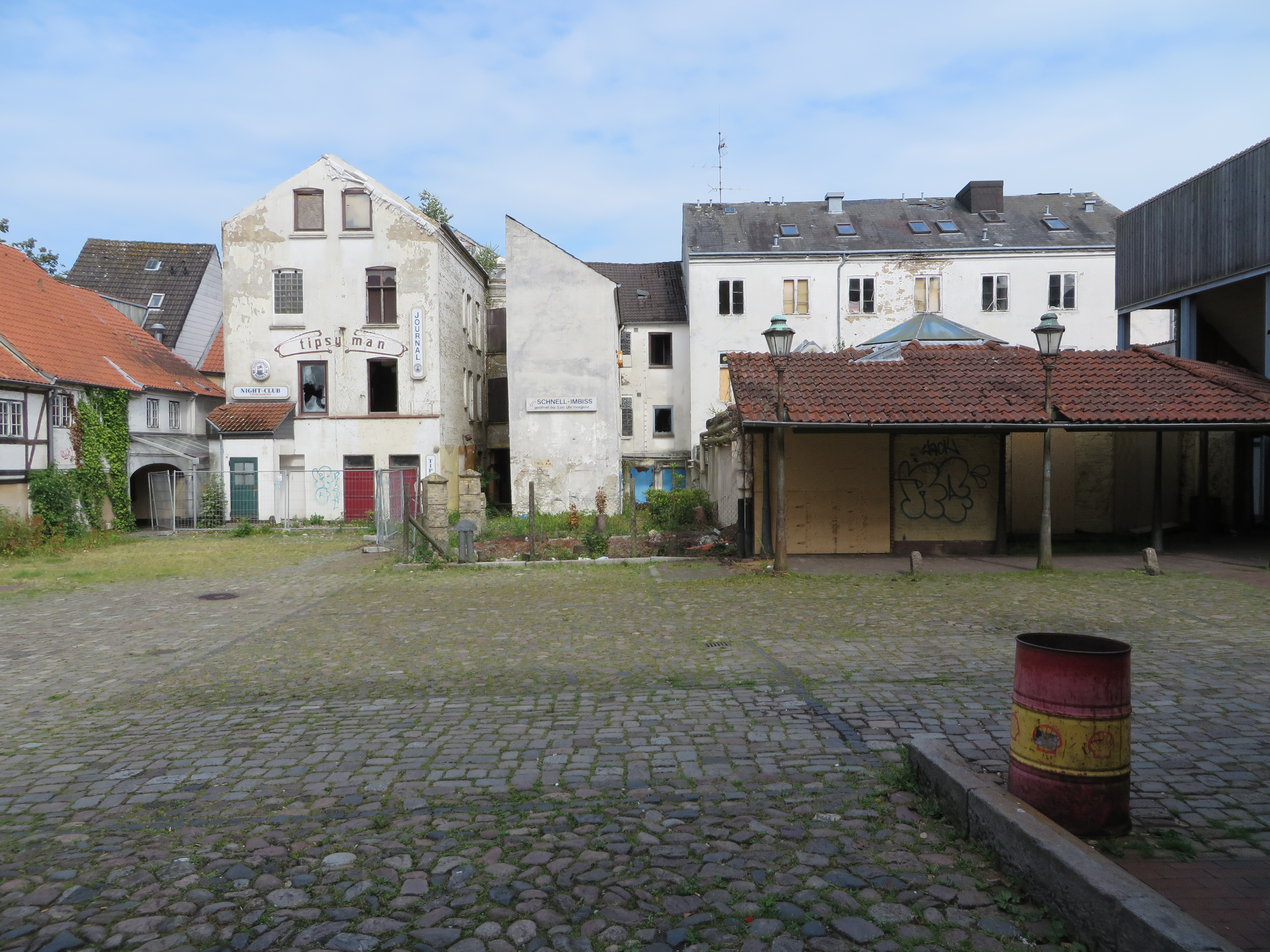
Im ehemaligen Rotlichtviertel am Flensburger Hafen; der Kaysers Hof mit dem alten Kontakthof des Eroscenters (2014)
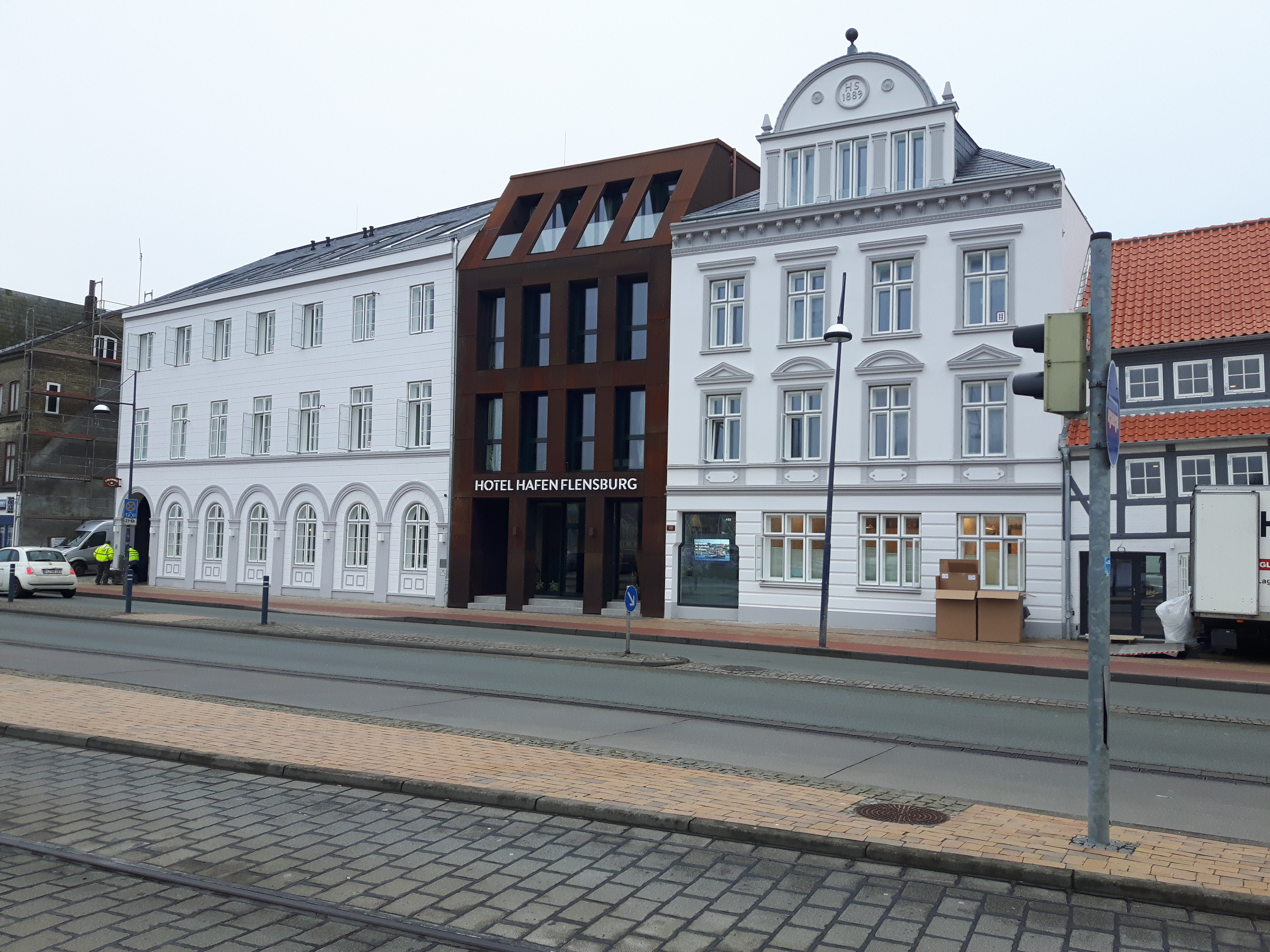
Hotel Hafen Flensburg nach seiner Fertigstellung (2016)
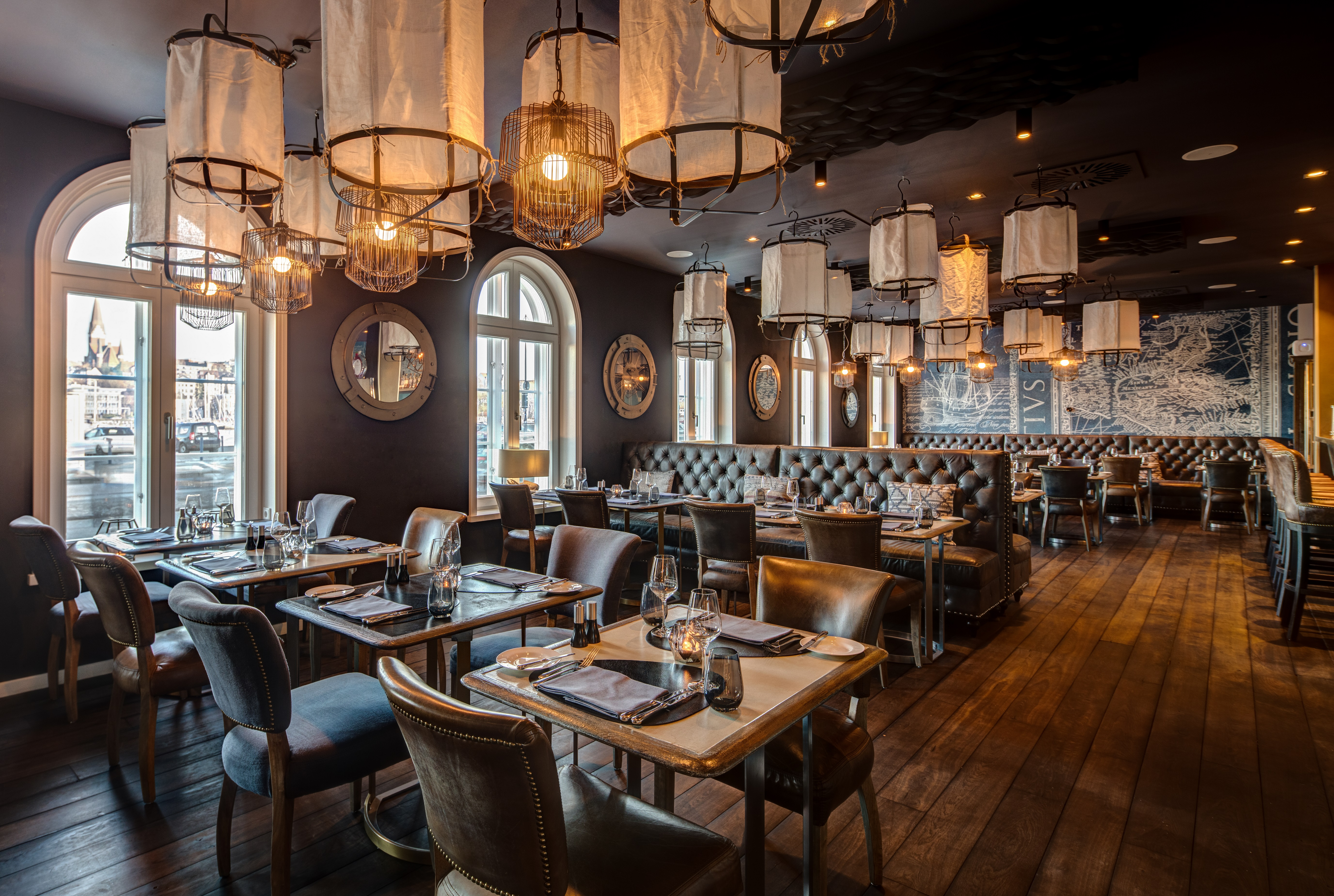
Columbus Genusswirtschaft